# Крюков, Борис Александрович
Борис Александрович Крюков (англ. Boris Alexander Krukoff; 1898—1983) — американский ботаник русского происхождения, специалист по систематике семейств Логаниевые и Луносемянниковые.

## Биография
Борис Александрович Крюков родился в [Минусинске Красноярского края] 20 июля 1898 года. В 1917 году поступил в Казанский университет. Окончил Александровское военное училище в Москве. Вступил в Земскую рать, принимал участие в боевых действиях на Дальнем Востоке в чине подпоручика по адмиралтейству. В 1919 году во время проведения рекогносцировки был пойман Красной армией, однако сумел бежать. По окончании эвакуации частей из Приморского края в 1922 году вместе с Сибирской флотилией попал в Олонгапо (Филиппины), откуда должен был быть интернирован американским флотом в США, но избежал транспортировки и следующие два года путешествовал. В 1925 году прибыл в США.
Выучив английский язык, при поддержке Русского общества окончивших американские университеты в 1928 году окончил Лесной колледж Сиракузского университета. Впоследствии работал на Межконтинентальную каучуковую компанию, по командировке дважды отправлялся в Бразилию, также занимался изучением перспектив культивирования гваюлы. В 1930—1931 посетил Суматру. В 1931—1932 при поддержке Нью-Йоркского ботанического сада, а также по заданию Американской каучуковой компании, вновь посетил Бразилию. В 1932—1933 — снова на Суматре (Кисаран) для перевозки каучуконосных растений. До 1936 года ещё трижды бывал в Латинской Америке. В 1942 году ездил в Суринам, в 1949 году путешествовал по Западной Африке.
С 1935 по 1936 Крюков был вице-президентом фармацевтической компании Caffco Drugs. С 1935 году он также был консультантом Merck & Co. по ботанике. С 1948 года был президентом Experimental Plantations, Inc., подразделения Merck & Co., отвечающего за плантации хинного дерева в Гватемале. В 1960 году приобрёл эти земли у Merck & Co.
С 1945 года Борис Александрович Крюков был женат на Флоренс Барри. После её смерти от рака в 1975 году женился на Рут Ходжинс.
В 1970 году Крюков был удостоен Награды за отличительную службу Нью-Йоркского ботанического сада. В 1981 году он стал почётным доктором Городского университета Нью-Йорка, а также получил Медаль Генри Шо Ботанического сада Миссури.
Борис Крюков скончался 19 января 1983 года в Смиттауне.

## Некоторые научные публикации
- Krukoff, B.A.; Moldenke, H.N. Studies of American Menispermaceae (неопр.) // Brittonia. — 1938. — Т. 3, № 1. — С. 1—72. — ISSN 1938-436X.
- Krukoff, B.A. North American species of Strychnos (англ.) // Lloydia[англ.]. — 1972. — Vol. 35, no. 3. — P. 193—271. — ISSN 0024-5461.
- Krukoff, B.A.; Barneby, R.C. Conspectus of species of the genus Erythrina (англ.) // Lloydia[англ.]. — 1974. — Vol. 37, no. 3. — P. 332—459.

## Роды растений, названные в честь Б. А. Крюкова
- Borismene Barneby, 1972
- Krukoviella A.C.Sm., 1939